# میکاکو تابه
میکاکو تابه (انگلیسی: Mikako Tabe؛ زادهٔ ۲۵ ژانویهٔ ۱۹۸۹) یک هنرپیشه اهل ژاپن است. 